# Arius macrocephalus
Arius macrocephalus és una espècie de peix de la família dels àrids i de l'ordre dels siluriformes.

## Morfologia
Els mascles poden assolir els 50 cm de llargària total.

## Distribució geogràfica
Es troba a la costa oriental de l'Índia, Tailàndia, Indonèsia, Malàisia, el sud de Nova Guinea i el nord d'Austràlia des de Dampier (Austràlia Occidental) fins a Moreton Bay (Brisbane, Queensland).